# Judit Moschkovich
Judit Nora Moschkovich es una profesora estadounidense perteneciente a la división Ciencias Sociales del Departamento de Educación del Crown College, Estudios latinoamericanos y latinos. Trabaja investigando la educación y aprendizaje de las matemáticas en el Departamento de Educación de la Universidad de California en Santa Cruz.Bachelor of Sciences en Fisica 1978 Universidad de Minnesota, licenciada en Educación Matemática 1988 Universidad de Berkeley, Doctora en Educación Matemática 1992 Universidad de Berkeley. Sus investigaciones apuntan al pensamiento matemático en el aprendizaje y el discurso de las personas bilingües y monolingües.

## Trayectoria
Realizó su bachelor en Física en la Universidad de Minnesota, obtuvo un máster en la Educación de las matemáticas en la Universidad de Berkeley y realizó su Doctorado en Ciencias en el EMST, departamento de Educación en Ciencias Matemáticas de la Universidad de Berkeley, luego se desempeñó como profesora en esa casa de altos estudios, además fue investigadora en el IRL (Instituto de investigación y enseñanza) en Palo Alto. Además tuvo un cargo de directora de proyectos en el TERC en Cambridge. 
Durante su desempeño en el IRL colaboró con el proyecto MMAP (aplicaciones mínimas para matemáticas en la escuela media). Y durante su estadía en este instituto fue premiada con dos becas.
Nacida en la Argentina, su interés principal es investigar la construcción del aprendizaje y el significado de las matemáticas en las personas bilingües, especialmente los temas referentes a la equidad y la diversidad del lenguaje.
Desde 2008 es miembro del panel editorial y del comité evaluador del Journal for Research in Mathematics Education, Special Issue on Equity.
Desde 2009 es miembro del Programa Internacional para la enseñanza de las matemáticas (International Program Committee of the International Council for Mathematics Instruction (ICMI) Study #21: Mathematics Education and Language Diversity).
Fue miembro del Comité para el Desarrollo Profesional (Professional Development and Training Committee) de la Asociación Americana de Educación (American Educational Research Association) entre 1998 y 2001. También estuvo en el panel editorial del Journal for Research in Mathematics Education entre 1997 y 2000, y en el Review Board del The Journal of the Learning Sciences entre 1998 y 2002.
En 2002, 2003 y 2004 formó parte del comité organizador de la Conferencia Internacional sobre el Aprendizaje de las Ciencias (International Conference for the Learning Sciences). 
Desde 2004 hasta 2006 fue co coordinadora de la investiogación en matemáticas de AERA (AERA  SIG-Research in Mathematics Education). Desde el 2007 al 2009 perteneció al Comité editorial de la división Aprendizaje e Instrucción, sección matemáticas, del Congreso de la American Educational Research Association.
Fue miembro del Review Board del The Journal of the Learning Sciences entre 2010 y 2013.
Es asesora e investigadora en la enseñanza de las matemáticas en, entre otras, la Universidad de Princeton y en la Universidad de Míchigan.
Es miembro del comité ejecutivo del proyecto “Understanding language” (entendiendo el lenguaje) en la Universidad de Stanford, de la comisión directiva de la investigación en Lenguaje y Matemáticas de la Universidad de Miami y del "Teacher Learning Communities: Centering the Teaching of Mathematics on Urban Youth" en la Universidad de Brooklyn.

## Obras
.

### Libros
- Esmonde and J. N. Moschkovich, Editors. (2011). Equitable Access to Participation in Mathematical Discussions: Looking at Students’ Discourse, Experiences, and Perspectives. Special Issue of The Canadian Journal for Science, Mathematics, and Technology Education. Introduction by I. Esmonde and  J.N. Moschkovich.
- K. Tellez, J. Moschkovich, and M. Civil, Editors (2011). Latinos/as and Mathematics Education: Research on Learning and Teaching in Classrooms and Communities. Charlotte, NC: Information Age Publishing.
- J. Moschkovich, Editor (2010). Language and Mathematics Education: Multiple Perspectives and Directions for Research. Charlotte, NC: Information Age Publishing. Research in Mathematics Education Series, Barbara J. Dougherty (Series Editor).
- M. Brenner and J. Moschkovich, Editors. (2002). Everyday and Academic Mathematics:  Implications for the Classroom.  Monograph Number 11 in the series published by the Journal for Research in Mathematics Education. Preface by J.N. Moschkovich.

### Capítulos en libros
- Moschkovich, J. N. (2012). How equity concerns lead to attention to mathematical discourse. In B. Herbel-Eisenmann, J. Choppin, D. Wagner, & D. Pimm (Eds.), Equity in Discourse for Mathematics Education: Theories, Practices, and Policies. NY, NY: Springer.
- Tellez, K., Moschkovich, J. N.,  & Civil, M.  (2011). Latinas/os and mathematics education: Why this book now?  In K. Tellez, J. Moschkovich, and M. Civil (Eds.), Latinos/as and Mathematics Education: Research on Learning and Teaching in Classrooms and Communities. Charlotte, NC: Information Age Publishing, 1-18
- Zahner, W. & Moschkovich, J. N. (2011). Bilingual students using two languages during peer mathematics discussions: ¿Qué significa?  Estudiantes bilingües usando dos idiomas en sus discusiones matemáticas: What does it mean? In K. Tellez, J. Moschkovich, and M. Civil (Eds.), Latinos/as and Mathematics Education: Research on Learning and Teaching in Classrooms and Communities. Charlotte, NC: Information Age Publishing, 37-62.
- Moschkovich, J. N. (2011). Supporting mathematical reasoning and sense making for English Learners. In M. Strutchens & J. Quander (Eds.), Focus in High School Mathematics: Fostering Reasoning and Sense Making for All Students. Reston, VA: NCTM, 17-36.
- Moschkovich, J. N. (2011). Ecological perspectives on mathematical reasoning practices in Latino/a communities in the borderlands. In R. Kitchen and M. Civil (Eds.), Transnational and Borderland Studies in Mathematics Education, New York: Routledge, Taylor & Francis Group, 1-22.
- Moschkovich, J. N. (2010). Language, culture, and equity in secondary mathematics classrooms. In J. Lobato and F. Lester (Eds.), Teaching and Learning Mathematics: Translating Research for Secondary School Teachers, Reston, VA: NCTM, 75-80.
- Moschkovich, J. N. (2010). Language, culture, and equity in elementary mathematics classrooms. In D. Lambdin and F. Lester (Eds.), Teaching and Learning Mathematics: Translating Research for Elementary School Teachers, Reston, VA: NCTM, 67-72.
- Moschkovich, J. N. (2009). How language and graphs support conversation in a bilingual mathematics classroom. In R. Barwell (Ed.), Multilingualism in Mathematics Classrooms: Global Perspectives, Bristol, UK: Multilingual Matters Press, 78-96.
- Moschkovich, J. N. and Nelson-Barber, S. (2009). What mathematics teachers need to know about culture and language. In Greer B., Mukhopadhyay S., Nelson-Barber, S., and Powell, A. (Eds.), Culturally Responsive Mathematics Education, New York: Routledge, Taylor & Francis Group, 111-136.
- Moschkovich, J. N. (2007) Beyond words to mathematical content: Assessing English Learners in the mathematics classroom. In A. Schoenfeld (Ed), Assessing Mathematical Proficiency. New York: Cambridge University Press, 345-352.
- Moschkovich, J.N. (2007) Bilingual Mathematics Learners: How views of language, bilingual learners, and mathematical communication impact instruction. In N. Nasir and P. Cobb (Eds.), Diversity, Equity, and Access to Mathematical Ideas. New York: Teachers College Press, 89-104.
- Moschkovich, J.N. and Brenner, M. (2000). Integrating a naturalistic paradigm into research on mathematics and science cognition and learning. In R. Lesh & A. Kelly (Eds.). Handbook of Research Design in Mathematics & Science Education. New Jersey: Lawrence Erlbaum Associates, Inc: New Jersey, 457-486.
- Moschkovich, J.N. (2000) Learning mathematics in two languages: Moving from obstacles to resources. In W. Secada (Ed.), Changing the Faces of Mathematics (Vol. 1): Perspectives on multiculturalism and gender equity. Reston, VA: NCTM, 85-93.
- Moschkovich, J.N. (1999) Understanding the needs of Latino students in reform-oriented mathematics classrooms. In L. Ortiz-Franco, N. Hernández, and Y. De La Cruz (Eds.), Changing the Faces of Mathematics (Vol. 4): Perspectives on Latinos. Reston, VA: NCTM, 5-12.
- Moschkovich, J.N, Schoenfeld, A., and Arcavi, A. (1993). Aspects of understanding: On multiple perspectives and representations of linear relations, and connections among them. In T.A. Romberg, E. Fennema and T.P. Carpenter (Eds.), Integrating Research on the Graphical Representation of Function. Hillsdale, NJ: Erlbaum, 69-100.

### Artículos en revistas científicas
- Zahner, W., Velazquez, G., Moschkovich, J.N., Vahey, P., & Lara-Meloy, T. (2012) Mathematics teaching practices with technology that support conceptual understanding for Latino/a students. Journal of Mathematical Behavior, 31(2012), 431–446.
- Setati, M. & Moschkovich, J. N. (2010). Mathematics education and language diversity: A dialogue across settings.  Journal for Research in Mathematics Education, Special Issue on Equity, June 2010, Volume 41, 4 - 10.
- Zahner, W. & Moschkovich, J. (2010). Talking while computing in groups: The not-so private functions of computational private speech in mathematics discussions. Mind, Culture, & Activity, 17: 3, 265-283.
- Moschkovich, J. N. (2009). Using two languages when learning mathematics: How can research help us understand mathematics learners who use two languages? Research Brief and Clip, National Council of Teachers of Mathematics,[15]
- Moschkovich, J. N. (2008). “I went by twos, he went by one:” Multiple interpretations of inscriptions as resources for mathematical discussions. The Journal of the Learning Sciences, 17(4), 551-587.
- Moschkovich, J. N. (2007). Examining mathematical Discourse practices, For The Learning of Mathematics, 27(1), 24-30.
- Moschkovich, J. N. (2007). Using two languages while learning mathematics, Educational Studies in Mathematics, 64(2), 121-144.
- Moschkovich, J. N. (2004). Appropriating mathematical practices: A case study of learning to use and explore functions through interaction with a tutor. Educational Studies in Mathematics, 5:49-80.
- Moschkovich, J. N. (2002). A situated and sociocultural perspective on bilingual mathematics learners. Mathematical Thinking and Learning, Special issue on Diversity, Equity, and Mathematical Learning, N. Nassir and P. Cobb (Eds.), 4(2&3), 189-212.
- Moschkovich, J. (2002). An Introduction to examining everyday and academic mathematical practices. In M. Brenner & J. Moschkovich (Eds.), Everyday and academic mathematics:  Implications for the classroom.  Journal for Research in Mathematics Education,  Monograph Number 11, 1-11.
- Moschkovich, J. N. (2002). Bringing together workplace and school mathematical practices in the classroom. In M. Brenner & J. Moschkovich (Eds.), Everyday and academic mathematics:  Implications for the classroom.  Journal for Research in Mathematics Education, Monograph Number 11, 93-110.
- Chiu, M.,  Kessel, C., Moschkovich, J.N., and Muñoz-Nuñez, A. (2001). Learning to graph linear functions: A Case study of conceptual change. Cognition and Instruction, 19(2), 212-252. [Authors listed alphabetically]
- Moschkovich, J.N. (1999) Students’ use of the x-intercept as an instance of a transitional conception. Educational Studies in Mathematics, 37: 169-197.
- Moschkovich, J.N. (1999) Supporting the participation of English language learners in mathematical discussions. For the Learning of Mathematics, 19(1), 11-19.
- Moschkovich, J.N. (1998) Rethinking authentic assessments of students' mathematical activity. Focus on Learning Problems in Mathematics 20(4), 1-18.
- Moschkovich, J.N. (1998) Resources for refining conceptions: Case studies in the domain of linear functions. The Journal of the Learning Sciences , 7(2), 209-237.
- Moschkovich, J.N. (1996). Moving up and getting steeper: Negotiating shared descriptions of linear graphs. The Journal of the Learning Sciences, 5(3), 239-277.